# Movimento São-Paulinos
O Movimento São-paulinos é um movimento popular da torcida brasileira do clube São Paulo Futebol Clube formado em Agosto de 2006.
Uma torcida caracterizada por ser um movimento sem líderes nem cantos de ordem contra adversários, que assemelha-se muito em sua forma de torcer a uma barra brava e que localiza-se na arquibancada azul do estádio do Morumbi.

## História
No dia 9 de agosto de 2006, o São Paulo jogava contra o Internacional no estádio do Morumbi a primeira de duas partidas pela final da Libertadores América. O time paulista era o atual campeão da competição e favorito na partida. O resultado porém não foi o esperado e, diante da vitória dos visitantes pelo placar de 2 x 1, a maioria dos torcedores presentes no estádio calaram-se e, atônitos com o resultado adverso, estampavam em seus rostos a ausência de uma força que poderia fazer o São Paulo reagir. Surgia então a ideia de reunir um grupo de torcedores que tivessem, como objetivo principal, apoiar incondicional a equipe do São Paulo FC durante os 90 minutos de jogo.
No dia 17 de setembro de 2006 o São Paulo encontrou outra vez o time do Internacional no Morumbi, desta vez em partida válida pelo Campeonato Brasileiro. Um grupo de 17 tricolores resolvem colocar em prática esta ideia. Na geral azul do estádio, esse torcedores cantaram do primeiro ao último minuto da partida, até todos os jogadores descerem ao vestiário. O time paulista saiu vitorioso na partida por 2x0 e surgia o movimento que seria conhecido informalmente como "São-Paulinos na Geral."

### São-Paulinos na Geral
O primeiro jogo foi histórico pois, mesmo com seu tamanho diminuto, o grupo de 17 torcedores que pulava e cantava o jogo todo na geral azul, foi notado no estádio. Acabou recebendo elogios do técnico Muricy Ramalho numa entrevista de rádio, o técnico ficou surpreso com a disposição dos tricolores e passou a, em todos os jogos, fazer o tradicional gesto de raça para o grupo ao sair do campo.
A notícia do surgimento deste grupo chegou a mídia e, com isso, vários outros torcedores são-paulinos souberam da existência deste movimento. No segundo jogo em que o grupo de torcedores se reuniu, na partida contra o Juventude, os 17 torcedores se transformaram em mais de 100 numa partida que terminou com uma goleada de 5x0 do time do Morumbi.
Depois disso o que se viu em todos os jogos do São Paulo no Morumbi foi uma grande festa na Geral Azul.

### Mudança para a arquibancada
A partir do dia 3 de março de 2008, dia da estreia do São Paulo na Libertadores da América diante do Audax Italiano, do Chile, o movimento deixou de se localizar na geral para se estabelecer na arquibancada azul do Morumbi, próximos à grade da arquibancada amarela, passando a se denominar apenas "São-Paulinos".
Diversos meios da imprensa esportiva, como o diário esportivo Lance! e sites especializados, naquele dia estamparam em seus sites e jornais a "subida" do grupo a arquibancada. O primeiro jogo na arquibancada foi bastante marcante para a torcida, com bandeiras, fogos e a presença de mais de 120 torcedores acompanhando o grupo.
A torcida ainda passaria por um crescimento nos anos seguintes, tendo em 2009 talvez o seu melhor ano onde ficou conhecida pelos "bobinaços" realizados antes do início dos jogos no Morumbi. A torcida ainda viria a incentivar o time em 2010 mas em 2011 devido a escassez de integrantes o Movimento São Paulinos encerraria suas atividades.

### O Fim
Em junho de 2011 a torcida foi oficialmente encerrada. Entre os motivos se destaca o baixo número de integrantes e as dificuldades causadas pelas leis paulistanas que impedem a entrada de qualquer artigo comum em movimento populares e barra-bravas como bandeiras, bobinas e instrumentos musicais.
O Movimento São Paulinos continua a existir único e exclusivamente pelos laços de amizade que foram formados dentro do grupo. Apesar de se manifestar em alguns jogos importantes já não pode mais ser considerada uma torcida em atividade.